# Stapleford (Simbabwe)
Koordinaten: 18° 45′ S, 32° 49′ O
Stapleford ist ein Ort in der Provinz Manicaland in Simbabwe. Der Ort liegt ca. 35 km nördlich der Provinzhauptstadt Mutare im Süden des Honde-Tals. Stapleford ist Zentrum der örtlichen Holzverarbeitung und Standort eines Sägewerkes. Von hier aus wird das Waldgebiet des ca. 1.400 ha umfassenden Stapleford-Waldes durch die staatliche Forstbehörde Simbabwes und privaten Investoren bewirtschaftet. Der Ort wurde 1920 begründet, das Sägewerk 1940 in Betrieb genommen.

## Stapleford-Wald
Der Stapleford-Wald erstreckt sich über ca. 1.400 ha nordöstlich des Ortes Stapleford an der Grenze Simbabwes zu Mosambik. Das bergige Gebiet ist von den Bergen Mount Kuwunsau, Mount Nuza, Mount Rupere, Mount Inhamuriro im Westen und Mount Gorungue im Osten umfasst. Der Rupere bildet dabei die Wasserscheide der Flüssen Odzani in südwestlicher – und Nyamawharara in nordöstlicher Richtung. Der Bewuchs des Bergwaldes setzt sich aus Pflanzen der Gattung Syzygium und in tieferen Lagen Steineiben zusammen. Auf den vielfach eingestreuten Grasebenen und dünner bewaldeten Gebieten finden sich Johannisbrotgewächse der Gattung Brachystegia, im Osten des Waldgebietes sind Goldpflaumengewächse, Khaya und an den Wasserläufen Rötegewächse der Gattung Breonadia zu finden.